# Chloridolum descarpentriesi
Chloridolum descarpentriesi là một loài bọ cánh cứng trong họ Cerambycidae.